# 444년

## 연호
- 유송(劉宋) 원가(元嘉) 21년
- 북위(北魏) 태평진군(太平眞君) 5년

## 기년
- 유송(劉宋) 문제(文帝) 21년
- 북위(北魏) 태무제(太武帝) 21년
- 신라(新羅) 눌지 마립간(訥祗麻立干) 28년
- 고구려(高句麗) 장수왕(長壽王) 32년
- 백제(百濟) 비유왕(毗有王) 18년